# Plaza Matheu
La Plaza Matheu se encuentra ubicada en la ciudad de La Plata, Provincia de Buenos Aires, República Argentina. Está ubicada en el cruce de las avenidas 1 y 66 con la diagonal 73 y se considera parte del barrio El Mondongo.
Su nombre le fue impuesto en 1901 y evoca a Domingo Matheu, un político español que participó como vocal en la Primera Junta de Gobierno en 1810.
En el centro de la plaza se encuentra el monumento a Matheu, el cual es obra del escultor Pietro Costa y estuvo emplazado antiguamente en Plaza San Martín, cuando formaba parte del Monumento a la Primera Junta.
Funcionan el este espacio dos canchas de bochas denominado "Amigos y jubilados de la plaza Matheu".

## Enlaces relacionados

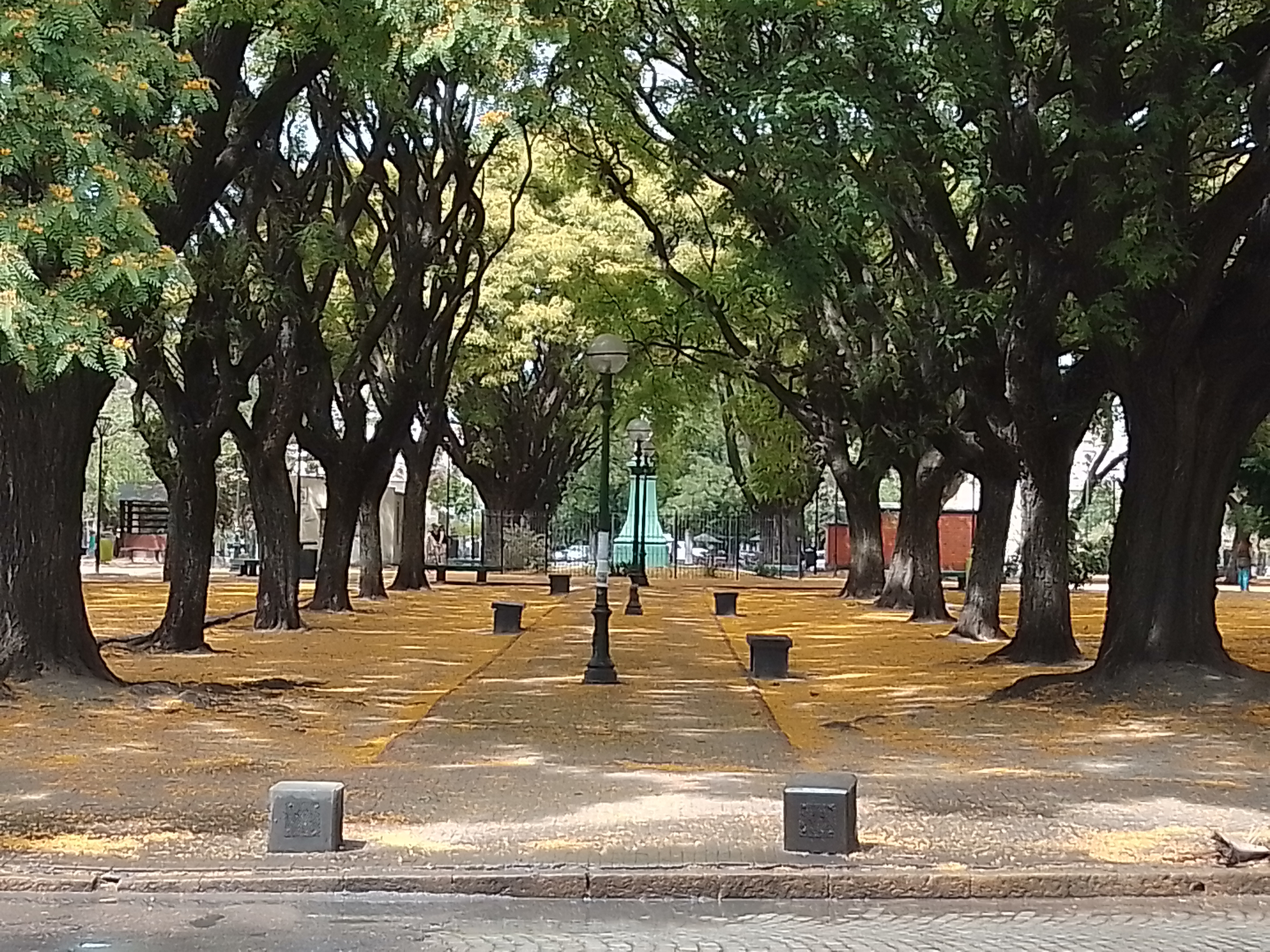
Suelo cubierto de flores de tipas en Plaza Matheu, La Plata.

- Plazas de La Plata
- La Plata